# Brunetto Casini
Brunetto Casini, esperantizzato in Bruĉjo (Pisa, 23 maggio 1954), è un editore ed esperantista italiano.

## L'attività di editore
Nel 1975, in collaborazione con la casa editrice La nuova frontiera, Brunetto Casini pubblicò La doloro, raccolta in esperanto di poesie di Giuseppe Ungaretti tradotte da Nicolino Rossi, poeta esperantofono sammarinese.
Due anni dopo, nel 1977, fondò una propria casa editrice, la Edistudio, che nel giro di trentacinque anni avrebbe pubblicato un centinaio di libri, soprattutto in esperanto e sull'esperanto.
Nel 1982, durante il Congresso universale di esperanto di Anversa, s'incaricò di pubblicare quotidianamente un bollettino, Heroldo de Esperanto, redatto da Ada Fighiera Sikorska e stampato da Torben Kehlet. Iniziò così la tradizione, tuttora vigente, di dare alle stampe un bollettino quotidiano durante il Congresso Universale di esperanto. Casini si sarebbe nuovamente occupato in prima persona della redazione del bollettino durante i Congressi del 1990 (all'Avana), del 1991 (a Bergen), del 2008 (a Rotterdam) e del 2009 (a Białystok). Nel Congresso del 2006 (a Firenze) è stato invece responsabile dell'Ufficio Stampa verso i media nazionali ed esteri.
Dal 1989, anno in cui fu invitato dal governo lituano a stampare le proprie edizioni presso la tipografia di stato "Spindulys", si è attivato anche per sostenere la volontà del popolo lituano di divenire indipendente da Mosca.
Nel 1990, presente alla dichiarazione di indipendenza dell'11 marzo, collaborò per la parte storica al volume Lituania, sulla strada della libertà. Nel corso dello stesso anno organizzò il viaggio ufficiale in Italia del vicepresidente del parlamento lituano Kazimieras Motieka.
Nel 1993 è stato uno dei referenti del convegno "Non comunicare in Europa: cosa e quanto ci costa. L'utente e il consumatore nell'Europa del 1993" convegno promosso dall'ADUC (Associazione per i diritti degli utenti e consumatori) in collaborazione con ERA (Esperanto Radikala Asocio) con il patrocinio della Regione Lazio.
Fra i libri pubblicati in esperanto grazie al suo lavoro, oltre al già citato La doloro di Giuseppe Ungaretti (1975) altre traduzioni dalla letteratura italiana sono:
Blinda ermito (L'eremita cieco) di Maurizio Caprile (1979),
Elektitaj sonetoj (Sonetti scelti) di Giuseppe Gioachino Belli (1982),
Pretertempe (Al di là del tempo) di Aldo de' Giorgi (1982),
Materada di Fulvio Tomizza (1983),
Lingvaj aspektoj de Esperanto (Aspetti linguistici dell'esperanto) di Bruno Migliorini (1985 e 2006),
Itala antologio (Antologia italiana) (1987),
La serĉado de la perfekta lingvo en la Eŭropa kulturo (La ricerca della lingua perfetta nella cultura europea) di Umberto Eco (1996),
La Malemuloj (I Malavoglia) di Giovanni Verga (2006),
La Ĵurnaleto de Joĉjo Tempesto (Il giornalino di Gian Burrasca) di Vamba (Luigi Bertelli) (2009),

## L'approccio all'esperanto
Casini apprese l'esperanto nel 1970.

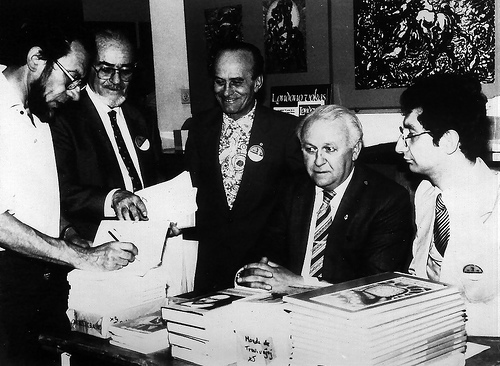
Scrittori esperantofoni ad Anversa, in occasione del Congresso universale di esperanto del 1982. Da sinistra: Georges Lagrange, Tibor Sekelj, Aldo de' Giorgi, William Auld e Brunetto Casini.

Nel 1972 iniziò a farsi conoscere nel movimento esperantista, organizzando, in collaborazione con Giuseppe Martini, il 43º Congresso Italiano di Esperanto a Pisa. I due avrebbero di nuovo organizzato un congresso a Pisa nel 1987.
Nel 1973 fu eletto a far parte del gruppo direttivo della Gioventù Esperantista Italiana (IEJ), e nel 1974 divenne Segretario Generale della Tutmonda Esperantista Junulara Organizo, organizzazione che raggruppa tutte le associazioni esperantiste giovanili del mondo; ricoprì tale carica fino al 1980, e dal 1980 al 1981 fu vicepresidente della stessa associazione.
Nel 1977, come membro del direttivo IEJ, inaugurò il Festival Giovanile Internazionale, un incontro esperantista giovanile che da allora si celebra ogni anno in una diversa località italiana, e nel tempo si è affermato come uno dei principali raduni esperantisti rivolti ai giovani.
Nel 2008 ha progettato e sostenuto la realizzazione della Settimana di Cultura Internazionale (in esperanto Semajno de Kulturo Internacia), la cui prima edizione è stata realizzata con la Provincia di Pisa e i Comuni di San Giuliano Terme, Vecchiano, Calci, Vicopisano, Buti, Cascina e con il patrocinio dell'UNESCO, Dipartimento per i diritti e le pari opportunità, Dipartimento per le politiche giovanili e le attività sportive e dell'Anno Europeo del Dialogo Interculturale.
Il 13 dicembre 2009 il consiglio della Fondazione Zamenhof (Białystok, Polonia) lo ha eletto Presidente della Fondazione per il triennio 2010-2012.
Nel gennaio 2012 ha fondato a Mazara del Vallo il Centro di Esperanto ed Intercultura che ha promosso corsi nella maggior parte delle scuole della città sicula, tenuti da insegnanti di diverse nazionalità.

## Ruolo nel movimento esperantista italiano
Nel 2006, durante il Congresso Universale di Firenze, fu responsabile del Gazetara Servo (l'ufficio stampa).
Nel 2007 organizzò a Pisa il 74º Congresso Italiano di Esperanto. Dall'ottobre 2007 all'ottobre 2012 è stato responsabile della Federazione Esperantista Italiana per il congresso nazionale come membro eletto del Comitato Nazionale e, dall'agosto 2009, come membro eletto del Comitato Esecutivo. In tale veste ha organizzato i congressi di Grosseto (agosto 2008, Cassino (agosto 2009), Lignano Sabbiadoro (21-28 agosto 2010),  Torino (agosto 2011) e Mazara del Vallo (agosto 2012).
Nel settembre 2008, su sua iniziativa, si è tenuto nei comuni dei Monti Pisani la prima Settimana di Cultura Internazionale (SCI), organizzata dalla Itala Esperantista Junularo in collaborazione con i comuni di San Giuliano Terme, Vecchiano, Calci, Vicopisano, Buti, Cascina e la Provincia di Pisa.
Nell'agosto 2009, al 76º Congresso Italiano di Esperanto (Cassino) è stato eletto nel Comitato Esecutivo della Federazione Esperantista Italiana, carica in cui è stato rinnovato al 78º Congresso (Torino, 2011).
Nella sua veste di coordinatore del Centro di Esperanto ed Intercultura di Mazara del Vallo e di presidente della Fondazione Zamenhof di Białystok ha organizzato nel 2012 la sottoscrizione da parte dei sindaci delle due città Nicolò Cristaldi e Tadeusz Truskolaski di un protocollo di intesa per la valorizzazione dell'esperanto.